# Coupe de Tunisie de football 1985-1986
Navigation
Coupe de Tunisie 1984-1985 Coupe de Tunisie 1986-1987
La coupe de Tunisie de football 1985-1986 est la 30e édition de la coupe de Tunisie depuis 1956, et la 55e en tenant compte des éditions jouées avant l'indépendance. Elle est organisée par la Fédération tunisienne de football (FTF).
La finale oppose l’Espérance sportive de Tunis au Club africain, qui est défait pour la quatrième fois lors de cette décennie. Le match se termine comme pour les deux précédentes éditions par le recours aux tirs au but.

## Résultats

### Troisième tour éliminatoire
Ce tour concerne les 24 clubs qualifiés du second tour et douze clubs de division d’honneur (Ligue II).
- Stade gabésien - Étoile sportive du Fahs : 1 - 0
- Club sportif de Ouardia - El Makarem de Mahdia : 1 - 3
- Étoile sportive de Oueslatia - Kalâa Sport : 1 - 0
- Lion sportif de Ksibet Sousse - Jeunesse sportive de La Manouba : 1 - 0
- Stade africain de Menzel Bourguiba - Avenir sportif de Gabès : 0 - 0 (t.a.b. : 2 - 3)
- Mine sportive de Métlaoui - Avenir sportif d'Oued Ellil : 1 - 2
- Association sportive de l'Ariana - Stade soussien : 1 - 1 (t.a.b. : 5 - 6)
- Sporting Club de Ben Arous - STIR sportive de Zarzouna : 3 - 2
- Stade sportif sfaxien - Grombalia Sports : 2 - 0
- La Palme sportive de Tozeur - Association sportive de Djerba : 2 - 0
- Club sportif de Chebba - Olympique de Médenine : 0 - 0 (t.a.b. : 4 - 5)
- Enfida Sports - Étoile sportive de Radès : 2 - 3
- Stade zaghouanais - Étoile sportive de Béni Khalled : 1 - 2
- Club olympique de Kélibia - Thala Sport : 0 - 1
- El Gawafel sportives de Gafsa-Ksar - Football Club de Jérissa : 6 - 1
- Association Mégrine Sport - Étoile sportive d’El Jem : 3 - 1
- Avenir sportif de Kasserine - Association sportive de Ghardimaou : 4 - 1
- Club sportif des municipaux - Club olympique des transports : 1 - 2

### Seizièmes de finale
32 équipes participent à ce tour : les 18 qualifiés du tour précédent et les quatorze clubs de la division nationale (Ligue I). Les matchs sont joués le 19 janvier 1986.
| Équipe 1                       | Équipe 2                           | Score 90' | Score 120' | Tirs au but |
| ------------------------------ | ---------------------------------- | --------- | ---------- | ----------- |
| Avenir sportif de La Marsa     | Stade gabésien                     | 6 - 0     |            |             |
| Club sportif de Hammam Lif     | El Makarem de Mahdia               | 2 - 1     |            |             |
| Jeunesse sportive kairouanaise | Étoile sportive de Oueslatia       | 8 - 0     |            |             |
| STIA de Sousse                 | Lion sportif de Ksibet Sousse      | 1 - 0     |            |             |
| Avenir sportif d'Oued Ellil    | Avenir sportif de Gabès            | 2 - 3     |            |             |
| Club africain                  | Stade soussien                     | 2 - 0     |            |             |
| Sporting Club de Ben Arous     | Océano Club de Kerkennah           | 2 - 0     |            |             |
| Club sportif sfaxien           | Club athlétique bizertin           | 0 - 0     | 0 - 0      | 3 - 4       |
| Stade sportif sfaxien          | La Palme sportive de Tozeur        | 4 - 0     |            |             |
| Olympique de Médenine          | Étoile sportive de Radès           | 1 - 0     |            |             |
| Thala Sport                    | Étoile sportive de Béni Khalled    | 1 - 2     |            |             |
| Olympique de Béja              | Union sportive monastirienne       | 1 - 1     | 1 - 1      | 4 - 3       |
| Étoile sportive du Sahel       | Espérance sportive de Tunis        | 0 - 2     |            |             |
| Stade tunisien                 | El Gawafel sportives de Gafsa-Ksar | 2 - 0     |            |             |
| Association Mégrine Sport      | Sfax railway sport                 | 0 - 3     |            |             |
| Avenir sportif de Kasserine    | Club olympique des transports      | 1 - 0     |            |             |

### Huitièmes de finale
| Date            | Équipe 1                    | Équipe 2                        | Score 90' | Score 120' | Tirs au but |
| --------------- | --------------------------- | ------------------------------- | --------- | ---------- | ----------- |
| 20 mars 1986    | Espérance sportive de Tunis | Olympique de Médenine           | 4 - 0     |            |             |
| 23 février 1986 | Olympique de Béja           | Avenir sportif de Kasserine     | 1 - 0     |            |             |
| 23 février 1986 | Sfax railway sport          | Club africain                   | 0 - 0     | 0 - 1      |             |
| 23 février 1986 | STIA de Sousse              | Stade tunisien                  | 0 - 1     |            |             |
| 23 février 1986 | Avenir sportif de Gabès     | Jeunesse sportive kairouanaise  | 0 - 2     |            |             |
| 23 février 1986 | Stade sportif sfaxien       | Club sportif de Hammam Lif      | 3 - 3     | 3 - 5      |             |
| 23 février 1986 | Sporting Club de Ben Arous  | Avenir sportif de La Marsa      | 1 - 1     | 1 - 1      | 8 - 7       |
| 23 février 1986 | Club athlétique bizertin    | Étoile sportive de Béni Khalled | 3 - 0     |            |             |

### Quarts de finale
| Date         | Équipe 1                       | Équipe 2                   | Score 90' | Score 120' | Tirs au but |
| ------------ | ------------------------------ | -------------------------- | --------- | ---------- | ----------- |
| 30 mars 1986 | Espérance sportive de Tunis    | Sporting Club de Ben Arous | 1 - 0     |            |             |
| 30 mars 1986 | Jeunesse sportive kairouanaise | Olympique de Béja          | 7 - 0     |            |             |
| 30 mars 1986 | Club sportif de Hammam Lif     | Stade tunisien             | 1- 1      | 1- 1       | 3- 2        |
| 30 mars 1986 | Club africain                  | Club athlétique bizertin   | 0 - 0     | 1 - 0      |             |

### Demi-finales
| Date        | Équipe 1                    | Équipe 2                       | Score 90' | Score 120' | Tirs au but |
| ----------- | --------------------------- | ------------------------------ | --------- | ---------- | ----------- |
| 18 mai 1986 | Club africain               | Jeunesse sportive kairouanaise | 2 - 0     |            |             |
| 8 juin 1986 | Espérance sportive de Tunis | Club sportif de Hammam Lif     | 0 - 0     | 1 - 0      |             |

### Finale
| Date         | Équipe 1                    | Équipe 2      | Score 90' | Score 120' | Tirs au but |
| ------------ | --------------------------- | ------------- | --------- | ---------- | ----------- |
| 15 juin 1986 | Espérance sportive de Tunis | Club africain | 0 - 0     | 0 - 0      | 4 - 1       |

La rencontre est dirigée par l’arbitre Mohamed Chargui avec l’assistance de Néji Jouini et Habib Akrout, alors que Abderrazak Sediri est quatrième arbitre .
Les formations alignées sont :
- Espérance sportive de Tunis (entraîneur :  Amarildo) : Mohamed Naceur Chouchan - Samir Khemiri, Fethi Trabelsi (puis Haythem Abid), Lotfi Jebara, Khaled Ben Yahia, Mohamed Ben Mahmoud, Nabil Maâloul, Ali Ben Neji, Tarek Dhiab, Hassen Feddou, Bassem Jeridi
- Club africain (entraîneur : Ahmed Zitouni) : Slim Ben Othman - Lotfi Mhaissi, Mohamed Naceur Amdouni, Faouzi Sghaïer, Kamel Chebli, Sayed Bergaoui, Abdallah Hammami, Lotfi Rouissi (puis Sami Touati), Khaled Touati (puis Mohamed Hedi Abdelhak), Hédi Bayari, Lassaâd Abdelli

## Meilleurs buteurs
Fethi Chahaibi, alias Bargou (JSK) est le meilleur buteur de l’édition avec quatre buts, suivi de Hassen Feddou (EST), Samir Ben Messaoud (ASM), Mounir Jemal (SSS) et Hamadi Haddagi et Mohamed Hédi Gomri (JSK), auteurs de trois buts chacun.